# Maison de Vénus (Pompéi)
 (juillet 2025).
La maison de Vénus dans sa coquille, appelée plus brièvement maison de Vénus, est une luxueuse maison romaine, ensevelie lors de l'éruption du Vésuve en 79 et redécouverte suite aux fouilles archéologiques de Pompéi. Elle appartenait à la riche famille Satrii, et est située dans région II du site archéologique de Pompéi (it), sur la Via dell'Abbondanza.

## Description
La maison tient son nom de la grande fresque que porte le mur du fond du péristyle : sur 10 mètres, elle montre Vénus allongée dans une coquille, nue, ne portant qu'un diadème et quelques bijoux au cou, aux poignets et aux chevilles. Portée par les flots, elle est entourée de deux amours. À gauche est représenté Mars, protecteur de Pompéi, et à droite on voit des oiseaux perchés sur une fontaine en marbre .

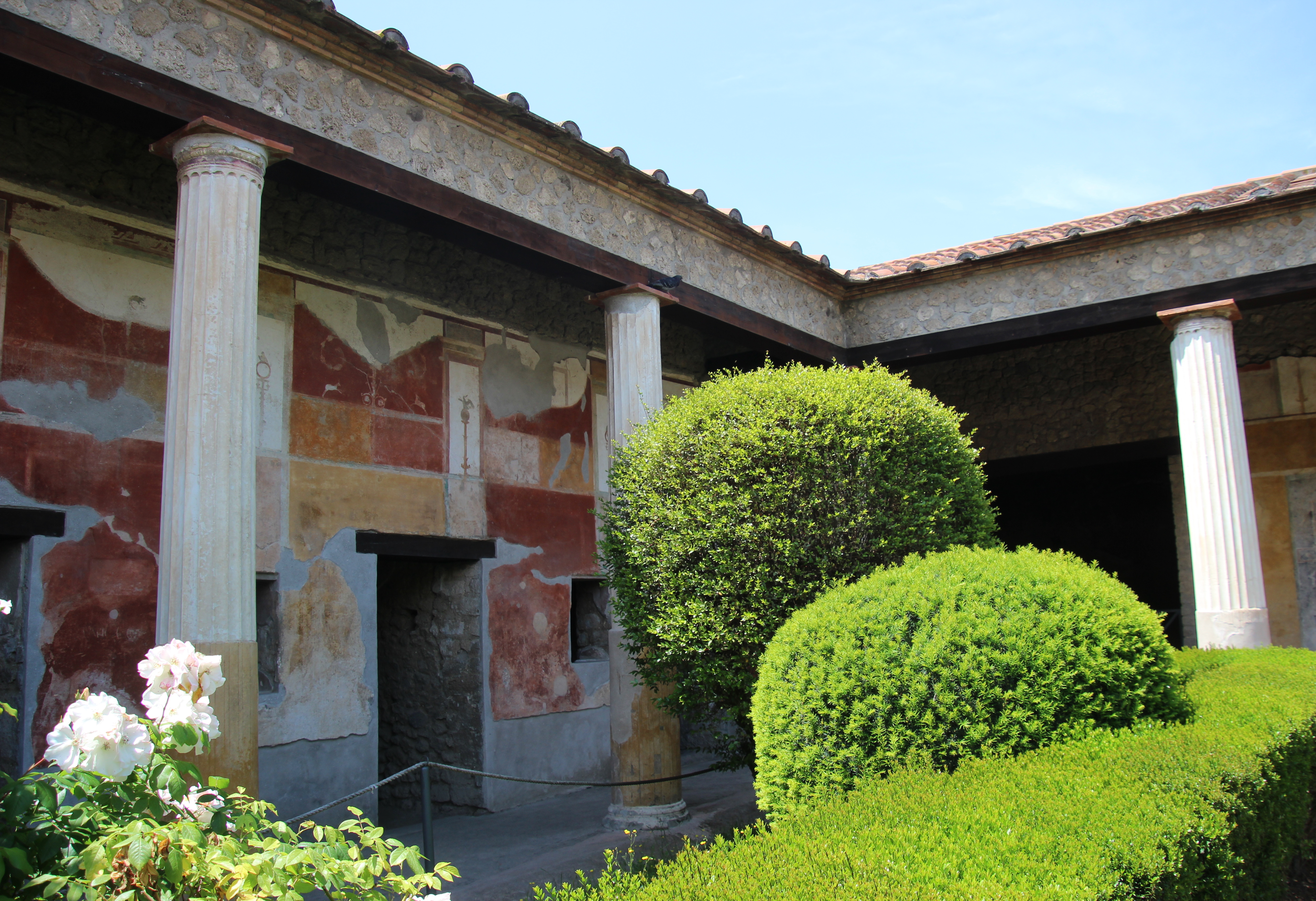
Le péristyle.

Comme dans la maison des Vettii, les pièces entourent ce péristyle : l'œcus — gigantesque, le plus grand de Pompéi après celui de la maison du Ménandre

 —,l'entrée et son atrium équipé d'un impluvium, le triclinium à trois klinai, et le tablinum.
Une restauration des fresques endommagées lors des bombardements de 1943
, doit se terminer en 2026.